# جامع الشيخ الحطاب
مسجد وكتاب وضريح الشيخ محمدالحطاب:
الشيخ محمد بن محمد عبد الرحمن الحطاب ذكره النائب في كتابه المنهل العذب بأنه ولد سنة 1496 م وتوفي 1547 م ويقول إنه توفي في طرابلس، وضريحه داخل التغر وأصله من الأندلس وكان ورعا صالحا وحفظ كتاب الله وتلقي الفقه على والده وعلى أعلام زمانه وله مؤلفات في الفقه والنحو والأصول والفلك والحديث واللغة هذا ولعل المسجد المذكور بني بعد فترة قليلة من وفاته تكريما له.

## موقع المسجد
يقع هذا المسجد في نهاية زنقة كفاله داخل المدينة القديمة (طرابلس).
موقع الجامع من موقع ويكمابيا 

## الشكل المعمارى
يقع مدخل المسجد الخارجي الجنوبي منه ويفتح على شارع الشيخ الحطاب مباشرة وهو مدخل معقود يوصل إلى ممر، يوجد على يمين الداخل مسطبة طويلة وعلي اليسار يوجد مدخل صغير يوصل إلى حجرة كبيرة مستطيلة الشكل تستعمل الآن ككتاب، كما توجد على اليسار أيضا الميضأة وفي مواجهة الباب الخارجي ناحية الشرق قليلا توجد قاعة الصلاة
بيت الصلاة:
يتكون من قاعة مستطيلة الشكل طولها حوالي 9 أمتار تقريبا وعرضها 6 أمتار ويوجد بوسط القاعة عمودان من الحجارة يكونان ثلاثة أروقة عمودية، والعمودان متصلان بعقود نصف دائرية ترتكز عليها تسع قباب نصف دائرية، ويوجد داخل بيت الصلاة ماجن قديم وهو موجود على جدار القبلة ومن المحتمل أن الماجن كان موجودا قبل بناء المسجد، ويدخل إلى المسجد عن طريق بابين رئيسيين الأول في الجدار الجنوبي والثاني بوسط الجدار الغربي وقد أقيم حديثا، وفوق المدخل المقابل لجدار القبة نافذة صغيرة مربعة الشكل.
المحراب :
يقع في منتصف جدار القبلة تقريبا وبسيط الشكل يكتنفه عمودان في أعلاهما قوس نصف دائري.
الميضأة.
توجد الميضأة على يسار الداخل إلي المسجد وهي مواجهة لحجرة الكتاب رممت وجددت سنة 1952 م وهي مربعة الشكل بها مدخل من الناحية اليسرى يوصل إلى المراحيض وحمام صغير يفصلهما ممر ضيق.
الكتاب :
يقع غربي مبني المسجد يفصله عن المسجد طريق ضيق إلى زنقة كفاله وسوق الحرارة، وقد أصبح هذا الكتاب سنة 1952 م مدرسة تابعة لأمانة التعليم ومهمة هذه المدرسة تحفيظ القرآن الكريم للصبية وتعليمهم مبادئ النحو والفقه وتوجد كذلك حجرة خاصة بالمدرسين.
الضريح :
وهو عبارة عن مبني مربع الشكل كان يوجد به مدخلان لكنهما أقفلا في العهد الاحتلال الإيطالي ويغطى سقف الضريح قبة نصف دائرية، ومدخل الضريح الحالي يطل على شارع سيدي الحطاب وهو يوصل إلي فناء صغير مغطى بسقف مستطيل على شكل قبو، ويوجد بداخل مبني الضريح قبر الشيخ الحطاب داخل تابوت من الخشب، وبجانبه قبر آخر مبني بالحجارة لأحد المتوفين.

## وصلات خارجية
http://www.landcivi.com/new_page_322.htm* [ ملامح العمارة في طرابلس الإسلامية د. جمعة قاجة]
http://doc.aljazeera.net/cinema/2009/08/2009830856357945.html* [ نوافذ السماء..... قراءة جمالية لمساجد طرابلس ]